# Kate Fox & die Liebe
Kate Fox & die Liebe (orig. Miss Match) ist eine US-amerikanische Fernsehserie aus dem Jahr 2003.

## Handlung
Die Scheidungsanwältin Kate Fox ist in der Kanzlei ihres Vaters Jerry Fox tätig. In einem der Fälle erreicht sie für ihre Mandantin Julia Baxter eine Beteiligung an den Gewinnen aus der Vermarktung der von dem Ex-Ehemann Baxters entwickelten Software. Kate gewinnt den Fall, obwohl sie Zweifel bezüglich der Klageaussichten hat.
Kate Fox betätigt sich in der Freizeit als Heiratsvermittlerin. Ihr Vater macht sich Sorgen, dass diese Tätigkeit den Ruf der Kanzlei beeinträchtigen könnte.
Kate Fox bekommt zum Ende der Serie ein Angebot der professionellen Heiratsvermittlerin Risa, gemeinsam mit ihr zu arbeiten. Kate lehnt es ab.

## Hintergrund
Die Dreharbeiten fanden in Los Angeles statt. Die Serie wurde bis Mai 2007 in mindestens 16 Ländern ausgestrahlt, darunter in den Vereinigten Staaten, in Schweden (ab Februar 2004), im Vereinigten Königreich (ab Februar 2004), in Italien (ab Mai 2004), in Kanada (ab September 2004), in Frankreich (ab Februar 2005), in Österreich (ab Juni 2005) und in Spanien (ab Juni 2005).
Alicia Silverstone wurde im Jahr 2004 für den Golden Globe Award und für den Golden Satellite Award nominiert.

## Belege
1. ↑  Filming locations für „Miss Match“
2. ↑  Premierendaten für „Miss Match“